# Giáo hoàng Biển Đức VI
Giao hoàng Biển Đức VI (Tiếng La Tinh: Benedictus VI) là vị giáo hoàng thứ 134 của Giáo hội Công giáo Rôma.
Theo niên giám Tòa Thánh năm 1806 thì ông đắc cử Giáo hoàng năm 972 và ở ngôi Giáo hoàng trong 1 năm vài tháng. Niên giám tòa thánh năm 2003 xác định triều đại của ông kéo dài từ ngày 19 tháng 1 năm 973 cho tới tháng 6 năm 974.
Giáo hoàng Biển Đức VI sinh tại Rôma, người Ý. Ông thuyết phục dân Hungary trở lại với Kitô giáo. Trong giai đoạn này giới quý tộc Ý tiếp tục chi phối ngôi Giáo hoàng.
Ông là người có mối quan hệ tốt với vua Otto I Đại đế. Sau khi hoàng đế Otto I qua đời, thì một nhóm vua chúa tại La Mã đã tạo dựng lên một Giáo hoàng đối lập (Giáo hoàng giả) xưng tên Bonifatius VII, người Rôma 6-7-974, 8-984; 7-985.
Triều đại Giáo hoàng của ông ở vào lúc cao trào xung đột giữa đảng phái ủng hộ Otto II với đảng phái chống lại người Đức. Ông 2 lần bị giam giữ ở Castel Sant’s Angelo. Nhóm chống đối do tướng Crescentius cầm đầu nổi dậy âm mưu thiết lật nền cộng hòa. Chúng bao vây Lâu đài các Thiên thần, bắt ông tống ngục, cầm tù.
Có nguồn cho rằng giết ông bị những người thuộc đảng phái chống Đức xiết cổ và ném xuống sông Tiber. Về sau thi hài của ông được vớt lên và chôn cất tại Vatican Grottoes.
Quân nổi dậy cũng giết cả Giáo hoàng đối lập Bonifacius VII. Theo tài liệu ghi lại thì Bonifacius VII chết bất đắc kỳ tử năm 986, xác ông được đặt tại công trường tượng đài hoàng đế Constantinus, đến sau được mấy linh mục đem chôn cất.